# Nuove irruzioni dello spirito
(Papa Benedetto XVI in risposta alla domanda del cardinale Nicolás de Jesús López Rodríguez, I movimenti, la Chiesa, il mondo in "Nuove irruzioni dello spirito", San Paolo, 2006; pag. 96.)
Nuove irruzioni dello spirito è un libro che raccoglie i due testi "fondamentali" di papa Benedetto XVI sul tema dei movimenti ecclesiali. Il libro è edito da San Paolo anche se rimane detentore del copyright anche la Libreria Editrice Vaticana. 
L'introduzione è curata da monsignor Stanisław Ryłko, presidente del Pontificio Consiglio per i Laici. La seconda parte del volume , intitolata "I movimenti, la Chiesa, il mondo" riprendendo il titolo della sua prima pubblicazione nel 2000, consiste in un susseguirsi di domande rivolte da personalità dell'episcopato mondiale all'allora cardinale Joseph Ratzinger.

## Titolo
(Papa Benedetto XVI, Nuove irruzioni dello spirito, San Paolo, 2006; pag. 14.)
Il titolo è un riferimento alla riflessione del Pontefice, secondo la quale i movimenti nella Chiesa sono una nuova irruzione dello Spirito Santo seguita a quella del monachesimo dei primi secoli e al francescanesimo del 1200.

## Edizioni
- Papa Benedetto XVI, Nuove irruzioni dello spirito - I movimenti nella Chiesa, Edizioni San Paolo, 2006,  pp. 96, cap. II, ISBN 88-215-5685-9.